# MPD Psycho
MPD Psycho (多重人格探偵サイコ Tajū Jinkaku Tantei Saiko?) es el título del manga (cómic japonés) creado por Eiji Otsuka y el dibujante Sho-U Tajima(conocido mundialmente por su trabajo en la parte animada de la película Kill Bill Vol.1 del director Quentin Tarantino).El manga se sigue publicando en Japón (tras una larga pausa en el año 2007 , el manga continúo en el 2009)
MPD son las siglas correspondientes a Multiple Personality Disorder (Desorden de Personalidad Múltiple) o Trastorno de Identidad Disociativo como se conoce hoy en día.
También pueden representar Multiple Personality Detective (Detective de múltiple personalidad, haciendo alusión al protagonista) o bien Metropolitan Police Department (donde dicho protagonista trabaja).
En el año 2000, la serie fue llevada a la pantalla en una miniserie de 6 capítulos, dirigidos por Takashi Miike, director experimental y gore, caracterizado por sus películas violentas y de bajo presupuesto. Además en España fue lanzada en DVD a través de la desaparecida Jonu Media y luego emitida por Canal Buzz, también se publicó el manga en dicho país pero solo publicaron 14 volúmenes debido al cierre de la editorial que lo publicaba.

## Género
Su primera publicación fue en febrero de 1997 en una conocida revista mensual japonesa para jóvenes: Shônen Ace (editada por Kadokawa Shoten) que se ha caracterizado por ofrecer mangas experimentales y atrevidos.
Pese a que se haya publicado en esta revista especializada en Shônen Manga(manga para jóvenes), MPD Psycho está más catalogado hacia el género Seinen Manga (manga para adultos) debido a su contenido detallado en asesinatos, suicidios, mutilaciones y desnudos.

## Argumento
El manga comienza presentando al personaje principal, Yôsuke Kobayashi, un detective de homicidios que se encuentra investigando una serie de asesinatos múltiples, todos ellos sobre mujeres descuartizadas.
El asesino encuentra "algo" interesante en este detective, y le envía al trabajo el cuerpo desmembrado de su novia, todavía consciente, atrapado en un frigorífico de pequeño tamaño.
La ira de Yôsuke le lleva a matar al asesino, momento en el que descubrimos que padece de un desorden de personalidad múltiple, puesto que no es Kôbayashi el vengador, sino otro en el cuerpo de este, un psicópata llamado Shinji Nishizono.
El argumento comienza a complicarse al desvelarse más personalidades, al desaparecer la de Yôsuke e implantarse una diferente, un hombre más profundo y callado, inteligente pero misterioso, al que seguiremos durante el desarrollo de la trama. 
Aparecen nuevos asesinos psicópatas, todos ellos con una cualidad común: Un código de barras en la parte baja del ojo izquierdo (característica que también posee nuestro protagonista) llegando a ser niños incluso, denominados como una nueva generación más perfeccionada y uno de ellos decisivo en la trama, Tetora Nishizono, que en vez de código de barras lleva grabado la palabra LUCY. Esto se refiere a que todos ellos están interrelacionados por un hombre que desarrolló un estilo cultural en los 60's: Lucy Monostone, terrorista y psicópata, considerado el asesino perfecto, que fue asesinado y mutilado en 7 partes diferentes, que mientras la ingeniería científica puede reconstruir su cuerpo, el desafío consiste en reconstruir su alma, al parecer sólo posible combinando ciertas personalidades, recreando las partes de Monostone, en un mismo recipiente, quien resulta ser el propio Yôsuke Kobayashi.